# Steyr Arms
STEYR Arms, conocida como Steyr Mannlicher hasta finales de 2018, es una empresa austriaca fundada en 1864 y que tiene su sede en la ciudad de Steyr. Es un referente a nivel mundial en la fabricación de rifles de caza, rifles militares y armas policiales. Su primer rifle de caza se remonta a 1903, el cual se denominó "Mannlicher Schönauer" el cual se convirtió en una leyenda entre los rifles de caza. Desde sus inicios hasta la fecha ha ido mejorando he innovando sus armas siempre desde la tradición.

## Productos
- Steyr M - Pistola
- Steyr AUG - Fusil de asalto
- Steyr SSG 69 - Fusil de francotirador
- Steyr SSG 08 - Fusil de francotirador
- Steyr HS .50 - Fusil de francotirador
- Steyr Scout - Fusil de francotirador
- Steyr MPi 69 - Subfusil
- Steyr TMP - Subfusil
- Steyr GL 40 - Lanzagranadas
- Steyr MG 74 - Ametralladora de propósito general
- Mannlicher M1888 - Fusil de cerrojo
- Mannlicher M1895 - Fusil de cerrojo
- Mannlicher M1901 - Pistola
- Steyr M1912 - Pistola
- Steyr GB - Pistola